# Leandro Nicolás Díaz (futbolista uruguayo)
Leandro Nicolás Díaz Baffico (Montevideo, Uruguay, 24 de marzo de 1990) es un futbolista uruguayo, que juega como mediocampista. Actualmente milita en Club Atlético Juventud (Las Piedras) de la Segunda División de Uruguay.

## Clubes
| Club               | País    | Año         |
| ------------------ | ------- | ----------- |
| Danubio            | Uruguay | 2008-2013   |
| Londrina EC        | Brasil  | 2013 - 2014 |
| Deportes Melipilla | Chile   | 2014        |
| El Tanque Sisley   | Uruguay | 2015-2016   |
| Santiago Morning   | Chile   | 2016-2017   |
| El Tanque Sisley   | Uruguay | 2017        |
| Juventud           | Uruguay | 2018        |